# VW Golf IV
| Sterne im Euro-NCAP-Crashtest |

Golf IV ist die Bezeichnung für die vierte Baureihe des VW Golf. Er löste im Oktober 1997 für das Modelljahr 1998 den Golf III ab.
Mit der vierten Generation (werksintern 1J) wollte Volkswagen neue Qualitätsstandards für die zukünftigen Produkte des Unternehmens setzen: Die Karosserie ist aus elektrolytisch verzinkten Blechen hergestellt, und VW gibt eine zwölfjährige Garantie gegen Durchrostung. Durch eine neuartige obenliegende Motoraufhängung mit mittiger Pendelstütze am Wagenboden erreicht der Golf IV eine hohe Laufruhe, Vibrationen des Motors werden weitgehend eliminiert. Gegenüber dem Vorgängermodell konnten die Spaltmaße zwischen den Karosserieelementen verringert werden, was ebenfalls der Qualitätsanmutung zugutekommt. In der laufenden Produktion wurden Pumpe-Düse-Dieselmotoren und CAN-Bus eingeführt.
Ab Oktober 2003 wurde er für das Modelljahr 2004 in Deutschland durch den Golf V ersetzt. Die Kombiversion wurde noch bis zum Ende des Modelljahres 2006 im Mai 2006 produziert und erst danach durch den Golf V abgelöst.
In Nordamerika wurde er erst 2006 vom Golf V abgelöst. In Südamerika lief er bis Ende 2011 vom Band, erhielt aber 2007 ein Facelift. In Kanada wurde diese Variante zeitweise parallel zum Golf V (der dort „Rabbit“ heißt) als „City Golf“ verkauft. Ebenfalls äußerlich verändert wurde der Golf IV von 2006 bis 2008 als „Bora HS“ in China verkauft. Am 31. Dezember 2008 waren in Deutschland 1.558.955 Golf IV zugelassen.

## Modellgeschichte

### Allgemeines
- 1997: Vorstellung des Golf IV mit den Ottomotoren 1,4 55 kW (75 PS), 1,6 74 kW (100 PS), 1,8 92 kW (125 PS), 1,8 T 110 kW (150 PS) und 2,3 VR5 110 kW (150 PS) sowie den Dieselmotoren 1,9 SDI 50 kW (68 PS), 1,9 TDI 66 kW (90 PS) und 1,9 TDI 81 kW (110 PS). Der Golf III Variant und Cabriolet sowie die Stufenheckversion Vento werden zunächst weiter gebaut.
- 1998: Einführung 4Motion (Allrad). Golf III Cabriolet optisch Golf IV angepasst mit folgenden Ottomotoren: 1,6 74 kW (100 PS), 1,8 55 kW (75 PS), 1,8 66 kW (90 PS) und 2,0 85 kW (115 PS) sowie den Dieselmotoren 1,9 TDI 66 kW (90 PS) und 1,9 TDI 81 kW (110 PS), alle aus dem Golf III stammend. Stufenheckversion Bora als Nachfolger des Vento.
- 1999: Weitere Motoren: Ottomotoren 2,0 85 kW (115 PS), statt 1,8 92 kW (125 PS) sowie 2,8 V6 150 kW (204 PS) sowie 1,9 TDI-Pumpe-Düse-Dieselmotor 85 kW (115 PS). Elektronisches Stabilitätsprogramm (ESP) in allen Golf serienmäßig. Kombiversion Variant.
- 2000: Neue Motoren: Ottomotoren 1,6 16V 77 kW (105 PS) und 2,3 V5 20V 125 kW (170 PS) sowie Dieselmotoren 1,9 TDI PD 74 kW (100 PS) und 1,9 TDI PD 110 kW (150 PS). 1,6 8V jetzt mit 75 kW (102 PS) und nur noch mit Automatikgetriebe lieferbar. Cabriolet nur noch als 2,0 85 kW (115 PS) sowie 1,9 TDI 66 kW (90 PS).
- 2001: Sondermodell 25 Jahre GTI mit 1,8 T 132 kW (180 PS) Motor, Bremsassistent serienmäßig. Erweiterung des von Bosch entwickelten Controller-Area-Network-Bus-Systems (kurz CAN-Bus) auf die große Konfiguration (nun auch Motor und Kombiinstrument per CAN). Neue Motoren: Ottomotor 1,6 FSI mit Benzin-Direkteinspritzung und 81 kW (110 PS) sowie Dieselmotor 1,9 TDI PD 96 kW (130 PS, statt 85 kW (115 PS)).
- 2002: Kopfairbags serienmäßig. Einführung R32 mit 3,2-Liter-VR6-Motor mit 177 kW (241 PS). Sondermodell Champ, basierend auf der Ausstattungslinie Basis mit Kopfairbags (etwas später serienmäßig). Sondermodell Pacific, basierend auf der Ausstattungslinie Highline. Umschaltbarer Erdgas-Antrieb mit der Verkaufsbezeichnung BiFuel im Variant. Cabriolet eingestellt.
- 2003: GT Sport. Sondermodell Edition. Ende der Produktion des Golf IV Limousine in Deutschland; der Variant wird zunächst weiter gebaut. Vom Golf IV wurden 4.098.000 Fahrzeuge gefertigt. Start der Produktion in der Volksrepublik China im Joint-Venture-Unternehmen FAW-Volkswagen am Standort Changchun.
- 2004: Der R32 wird in den USA angeboten und ist damit der erste Allrad-Golf in den Staaten.
- 2005: Weitere Variant-Ableger: Golf Atlantic und Atlantic Style.
- 2006: Die Produktion des Golf IV Variant wird im Mai mit Ende des Modelljahres 2006 eingestellt. Der Nachfolger auf Golf-V-Basis folgte Mitte 2007 für das Modelljahr 2008.

### Bilder

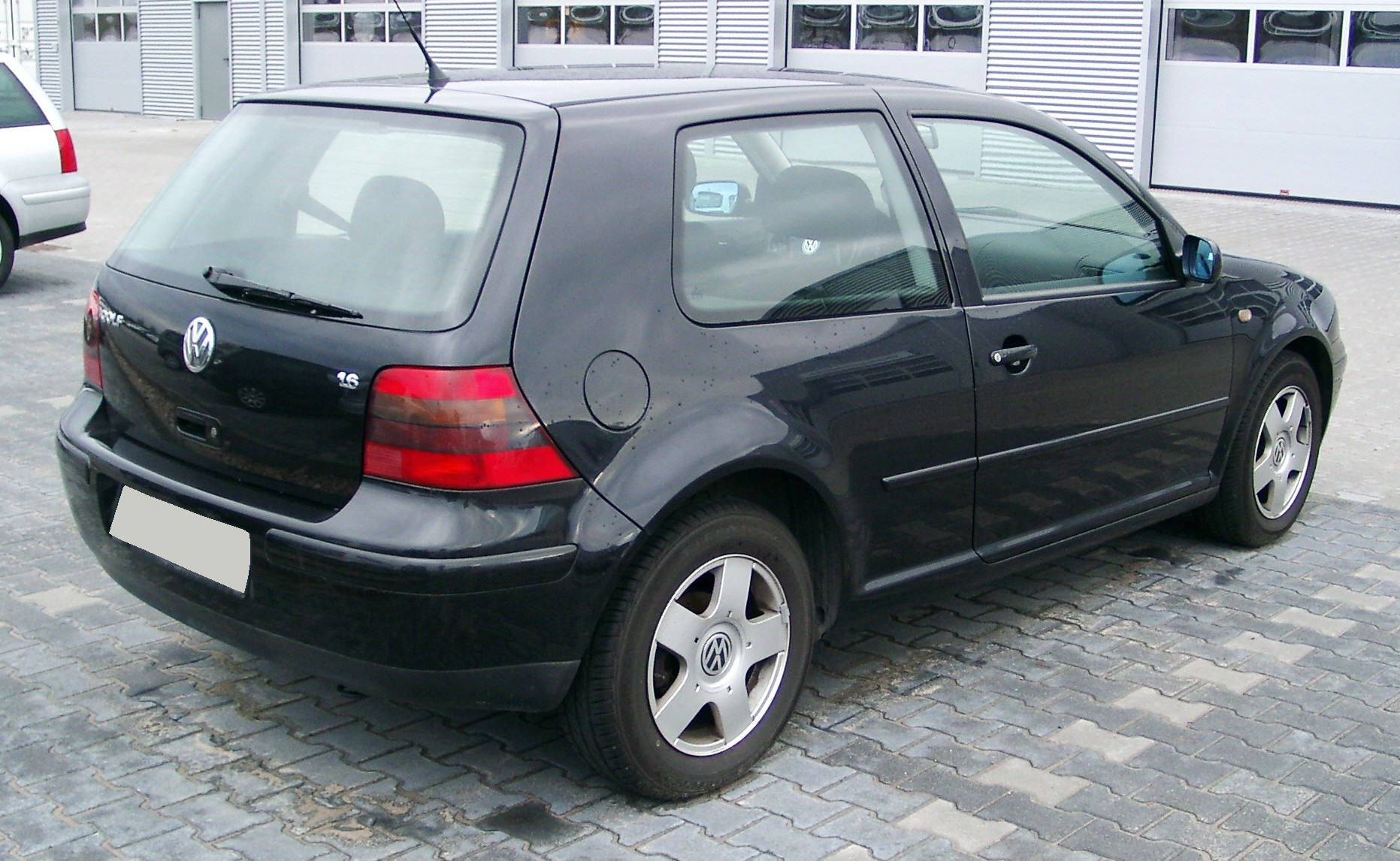
Heckansicht
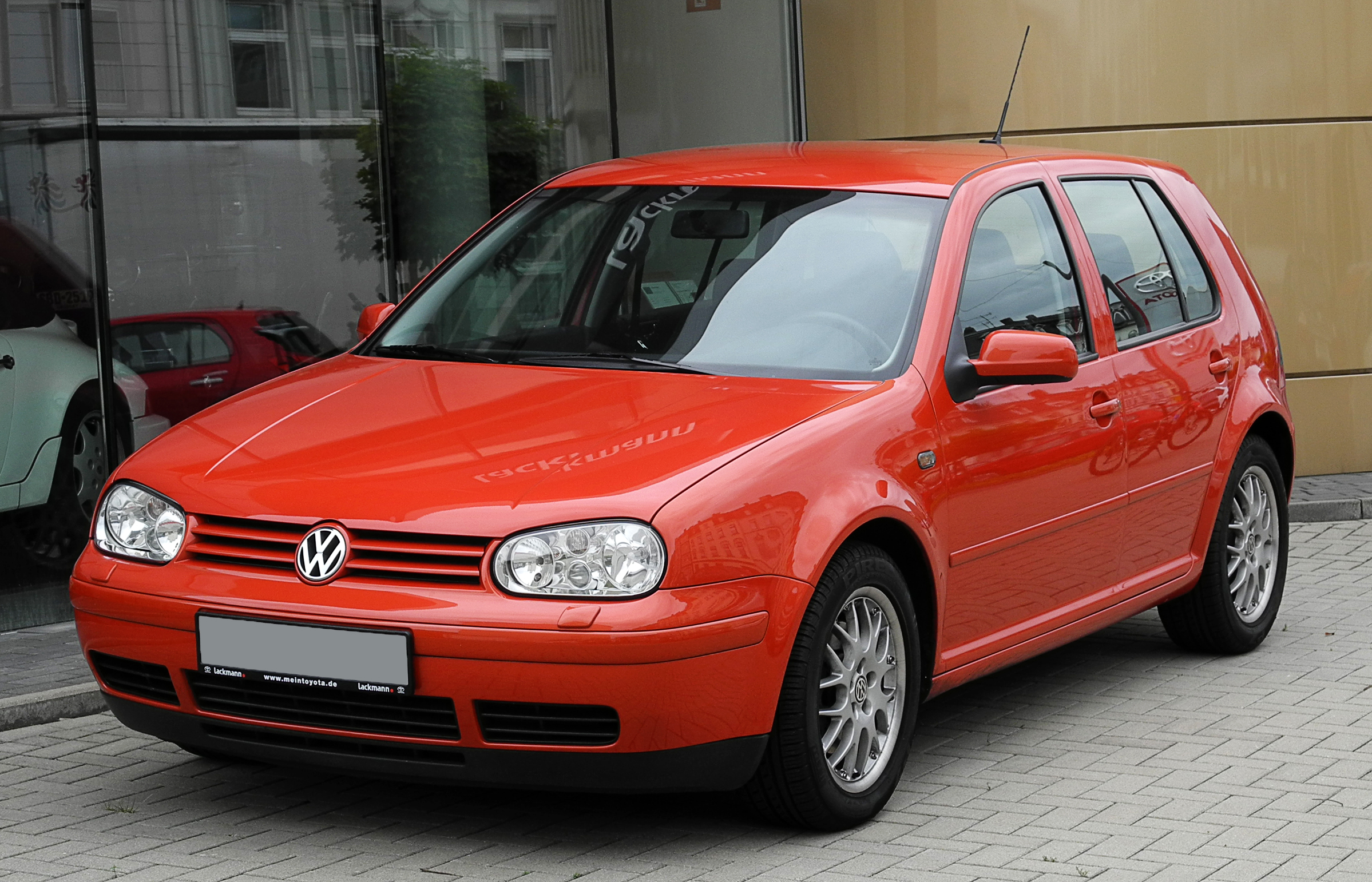
VW Golf GTI
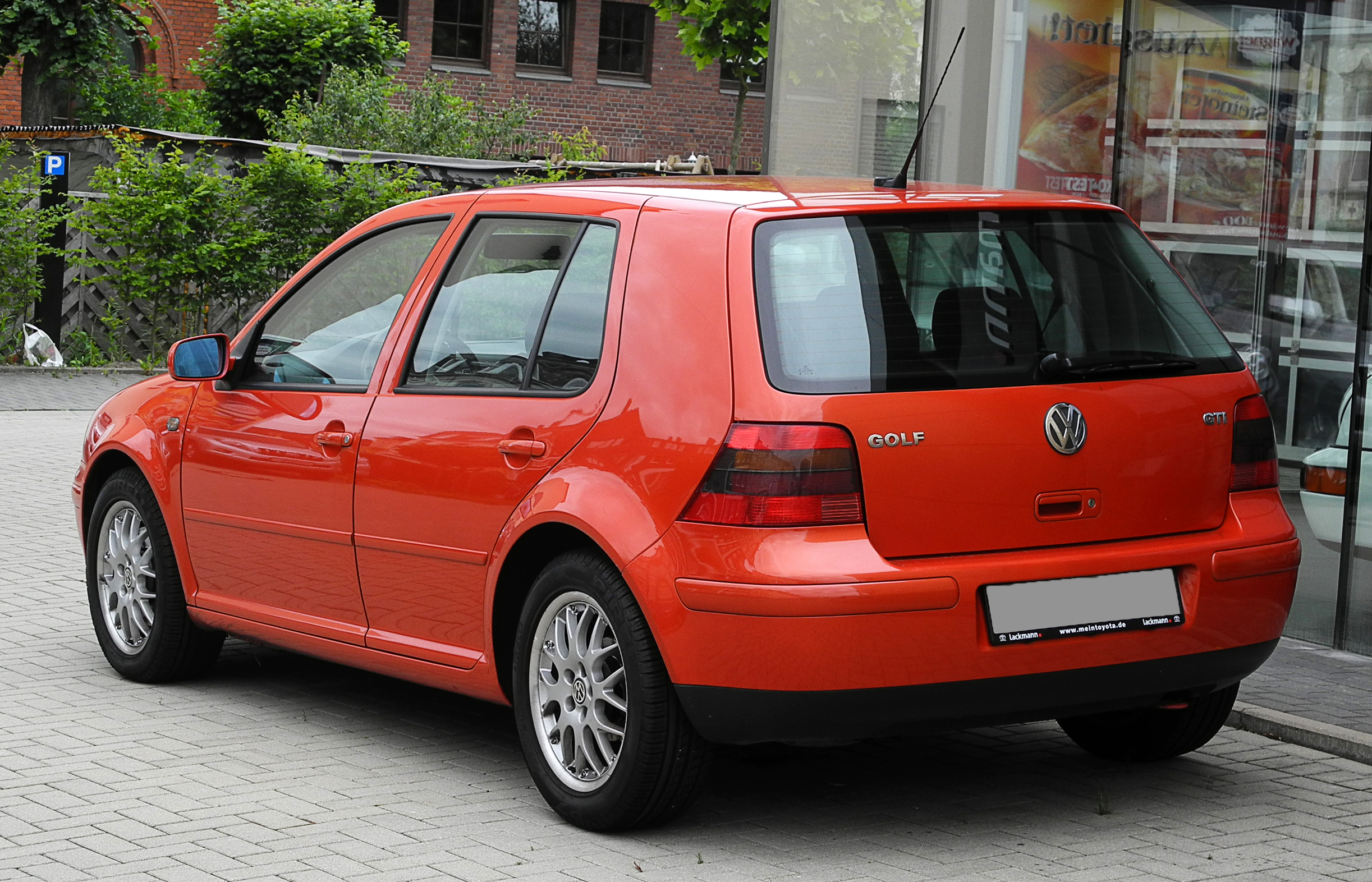
Heckansicht
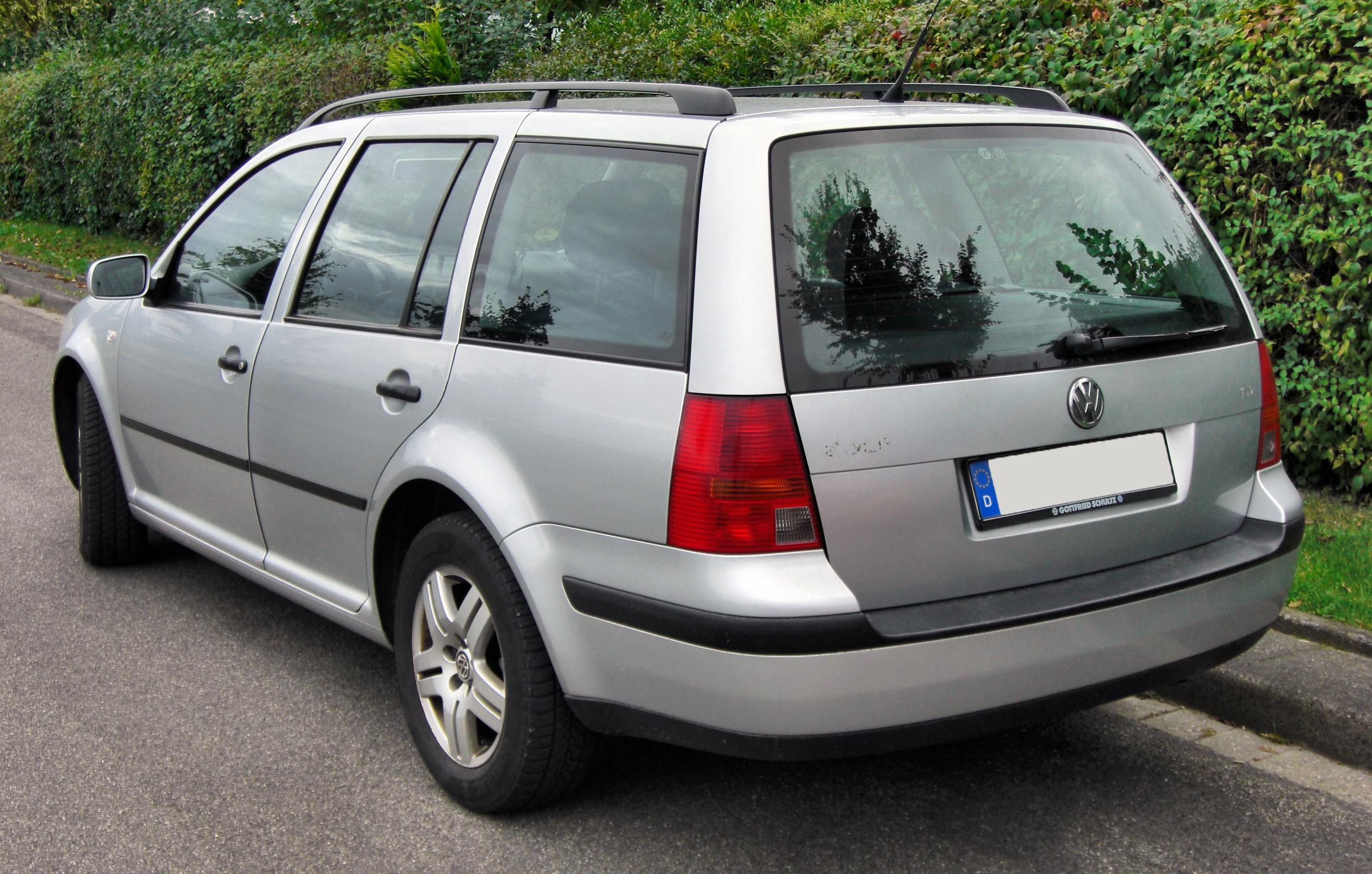
VW Golf Variant
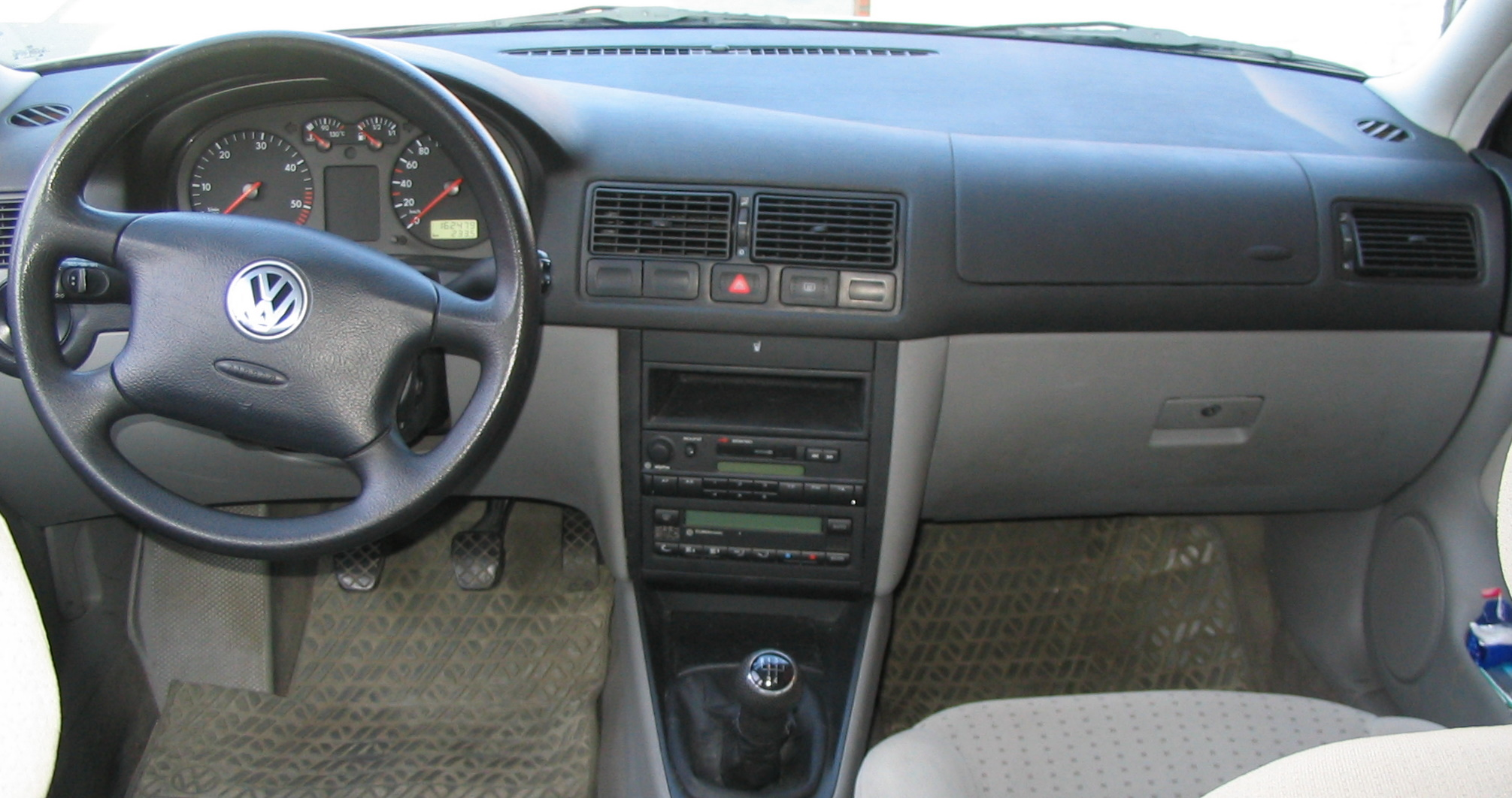
Innenraum

## Modellvarianten

### Golf Variant
Hauptartikel siehe: VW Golf Variant

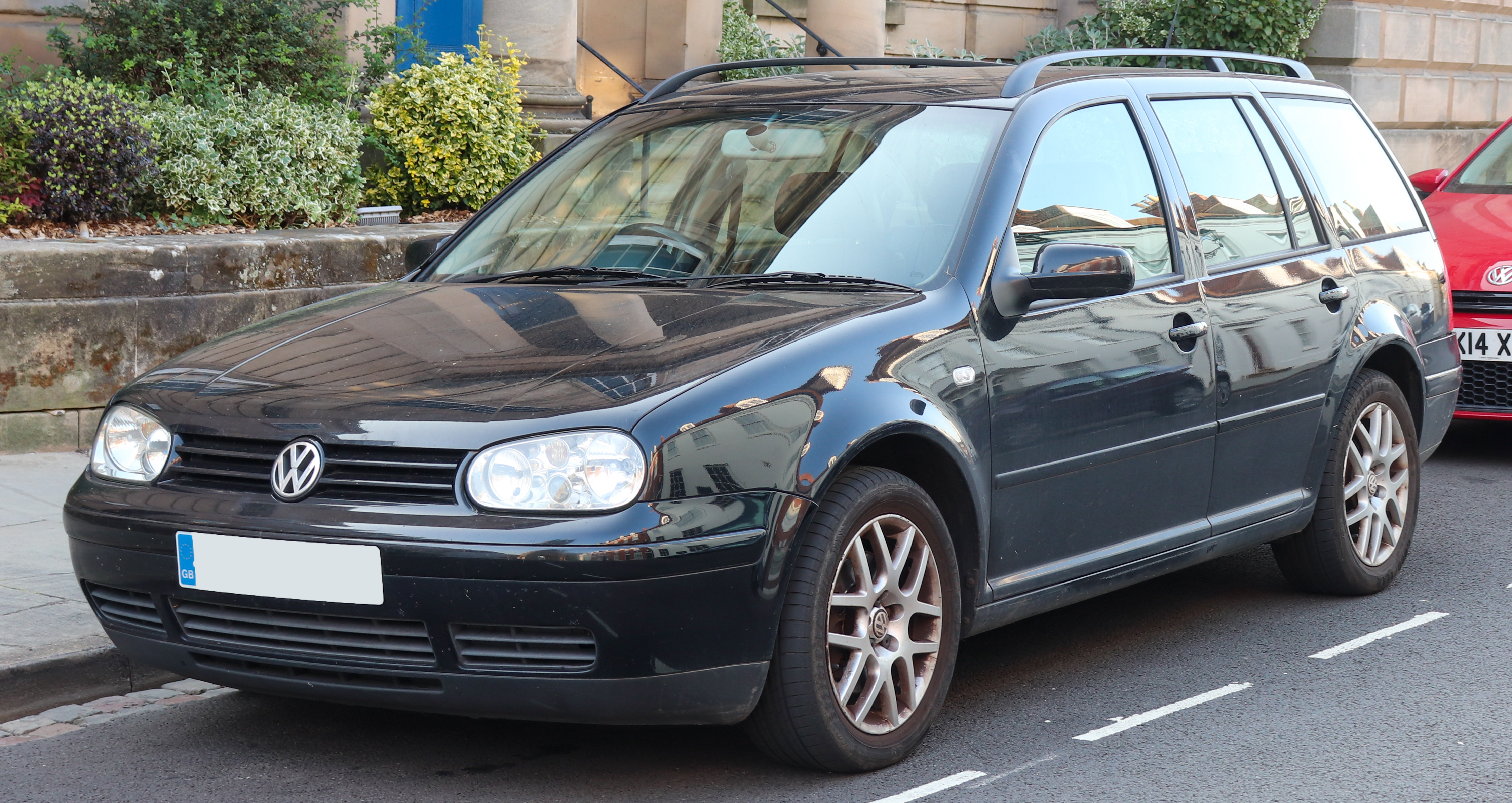
VW Golf Variant (1999–2002)

Auch vom Golf IV gab es eine Kombiversion, die von April 1999 bis Mai 2006 produziert wurde. Sie hatte die gleichen Motoren und Ausstattungslinien wie die Limousine.

### Golf GTI
Mit der Einführung des Golf IV (1J) ging eine neue GTI-Generation an den Start. Sie war aber bei diesem Modell mehr eine Ausstattungslinie wie Comfortline oder Trendline, also werksseitig für einen GTI sehr schlicht gehalten. Zu erkennen ist der IVer GTI an seinen serienmäßigen 16-Zoll-Aluminiumrädern von BBS mit Kreuzspeichen sowie dem Armaturenzierrat in Myrte-Wurzelholzdekor. Außerdem hat er etwas bequemere Recaro-Sitze, teilweise mit längenverstellbarer Beinauflage. Äußerlich war der Golf IV GTI zeitweise kaum noch von den anderen Modellen zu unterscheiden und bot die größte Auswahl an Motoren (zeitweise, stärkere lösten schwächere Varianten ab). In seinem letzten Baujahr 2003 war der Golf IV GTI ausschließlich mit dem 132-kW-Motor (180 PS) des 25-Jahre-Jubiläums-GTI und dem 110-kW-TDI-Motor (150 PS) zu haben. Die 132-kW-(180-PS)-Variante hebt sich durch ein rotes „I“ im Heckemblem und anderen Rädern (Montreal II) von der 110-kW-(150-PS)-Variante ab. Aufgrund der schmaleren Reifen erreicht diese GTI-Variante eine leicht höhere Höchstgeschwindigkeit als der Jubiläums-GTI (228 km/h statt 222 km/h).
Zudem gab es nie einen GTD beim Golf IV. Diese Variante wurde GTI TDI genannt.
Motorenpalette für diese Ausstattungslinie:
- Golf GTI: 1,9 l TDI 81 kW/110 PS (Verteiler-Einspritz-Pumpe)
- Golf GTI: 1,9 l TDI 85 kW/116 PS (Pumpe-Düse)
- Golf GTI: 1,9 l TDI 96 kW/131 PS (Pumpe-Düse)
- Golf GTI: 1,9 l TDI 110 kW/150 PS (Pumpe-Düse)
- Golf GTI: 1,8 l 20V Turbo 110 kW/150 PS
- Golf GTI: 1,8 l 20V Turbo 132 kW/179 PS (Sondermodell „25 Jahre GTI“)
- Golf GTI: 1,8 l 20V Turbo 132 kW/179 PS
- Golf GTI: 2,0 l 85 kW/116 PS
- Golf GTI: 2,3 l VR5 110 kW/150 PS
- Golf GTI: 2,3 l VR5 125 kW/170 PS

### 25 Jahre GTI
2001 wurde ein Sondermodell vorgestellt: der 25-Jahre-Jubiläums-GTI, der sich deutlich von den anderen Modellen abhob. Zum einen war er mit eigenständigem Spoilerpaket (Front- und Heckschürze, Seitenschweller und Dachkantenspoiler in Wagenfarbe lackiert) und abgedunkelten Halogen-Frontscheinwerfern, 18″ großen kugelpolierten BBS-Leichtmetallrädern im Kreuzspeichen-Design, rot lackierten Bremssätteln, GTI-Embleme vorne und hinten, Einstiegsfolien mit GTI-Logo sowie einem Sportendschalldämpfer mit 90-mm-Endrohr ausgestattet.
Zum anderen wurde auch der Innenraum mit einigen besonderen Extras aufgewertet:
- schwarzer Dachhimmel sowie A-, B- und C-Säulen
- Dekoreinlagen aus gebürstetem Aluminium an der Mittelkonsole und den Türgriffen
- Fußmatten vorn und hinten mit flashroter Einfassung
- Handbremshebelgriff, 3-Speichen-Lenkrad und Schalthebelmanschette mit gelochtem Leder und flashroten Nähten
- Recaro-Sportsitze vorn mit Stoffsitzbezügen „Le Mans“ und flashrotem GTI-Logo
- Schaltknauf im Golfball-Design, Schalthebellinse mit GTI-Emblem
- Sicherheitsgurte in Schwarz mit flashrotem Einfassband

Weiters verfügte das Sondermodell serienmäßig über Nebelscheinwerfer, eine Climatronic sowie ein – gegenüber dem normalen GTI – um 10 mm tiefergelegtes Sportfahrwerk. Allerdings blieben dem Käufer einige Extras wie Xenonlicht, Sitzheizung, Tempomat, Schiebedach, Lederausstattung oder diverse Lackfarben verwehrt. Dafür entschädigte aber der auf eine Leistung von 132 kW (180 PS) gesteigerte 1,8-Liter-20V-Turbomotor, ein 6-Gang-Schaltgetriebe und die größere, an die Leistung angepasste Bremsanlage mit 312 mm auf der Vorderachse und 256 mm auf der Hinterachse.
Der 25-Jahre-GTI wurde nur als 3-Türer gebaut und war auf eine Anzahl von 3000 Exemplaren limitiert – je 1000 Stück in den Traditionsfarben Reflexsilber Metallic, Tornadorot und Black Magic Perleffekt. Gegen Aufpreis konnten Navigationssysteme mit Monochrom- oder Farbdisplay, Radioanlagen mit DSP (Digitalem Sound Paket), CD-Wechsler für bis zu sechs CDs, ein Technikpaket sowie ein Autotelefon oder eine Telefonvorbereitung geordert werden.
Aufgrund der limitierten Stückzahl gilt dieses Sondermodell - neben dem Golf R32 – als mittlerweile sehr gefragt. Für gepflegte Fahrzeuge mit geringer Kilometerleistung und solche im Originalzustand werden teils Preise ab ca. 10.000 € aufgerufen. Der Einstiegspreis (ohne Sonderausstattung) lag im Modelljahr 2002 bei 28.075 € (ca. 54.909,91 DM).
Ein ähnliches Sondermodell gab es 2003 in den USA, den 20th Anniversary, um das dortige 20-jährige Jubiläum zu feiern. Dieses, in der Szene ikonische, Sondermodell wies z. B. spezielle, exklusive Embleme auf. So den GTI-Schriftzug in klassischer Schreibweise mit Häkchen komplett in Chrom/Rot, sowie kleine rennende Kaninchen in Chrom in Anspielung auf die Ur-Basis, den Rabbit.

### Golf Cabrio
Hauptartikel siehe: VW Golf Cabriolet

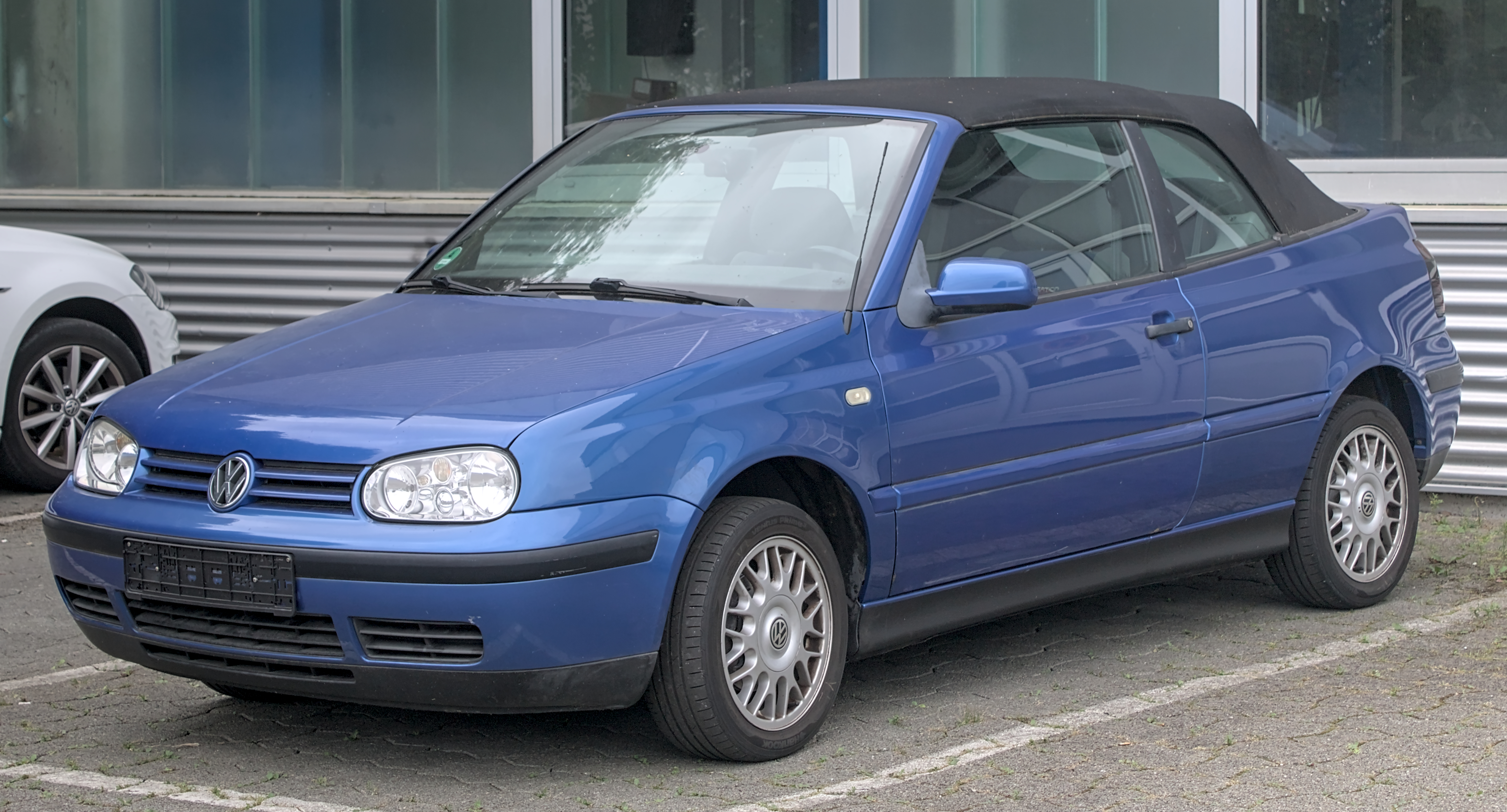
VW Golf Cabrio (1998–2002)

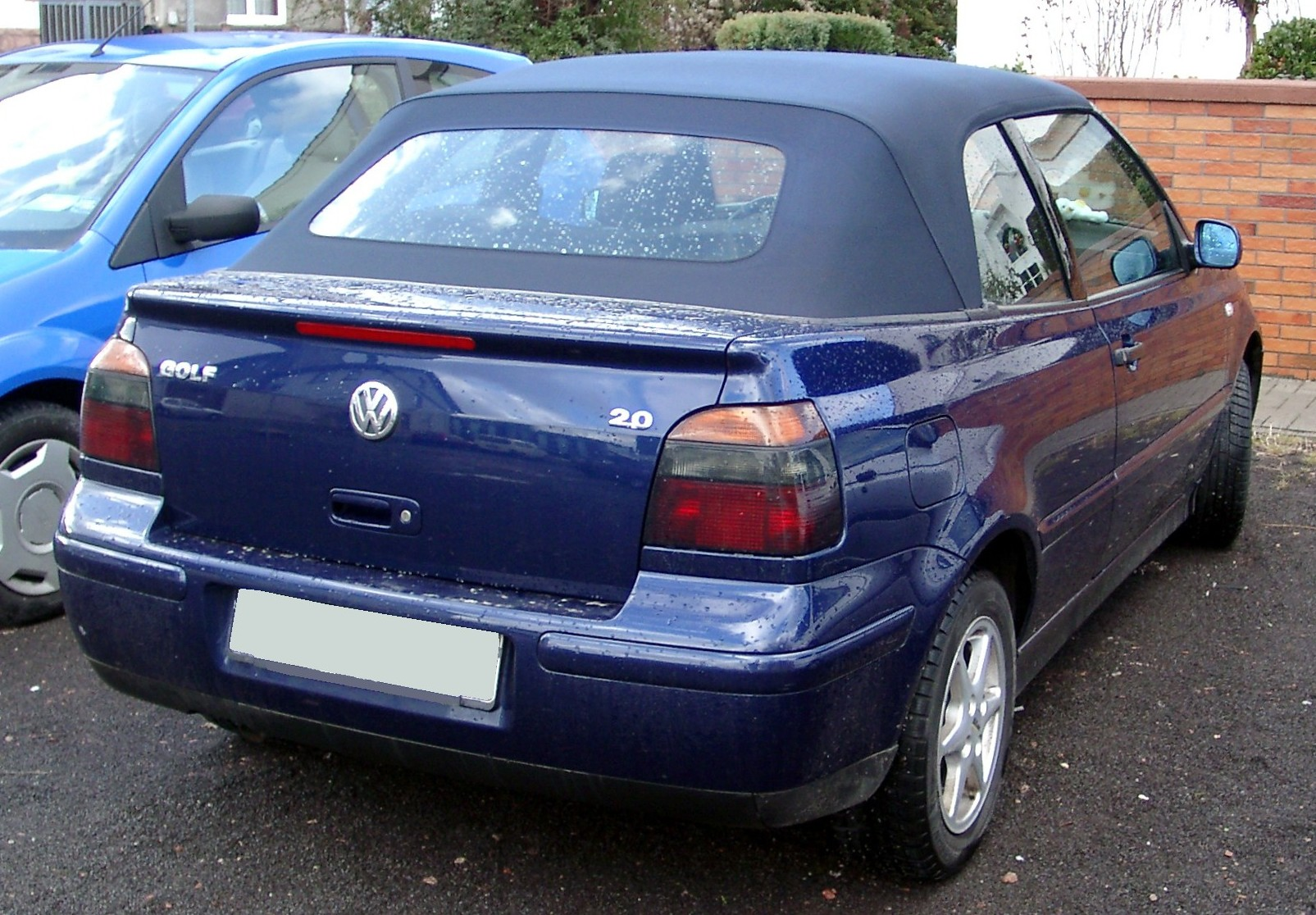
Heckansicht

Das Golf IV Cabrio entspricht technisch weitgehend dem Vorgängermodell. Es handelt sich daher nur um eine überarbeitete Variante des Golf III Cabrio und nicht um ein eigenes auf dem Golf IV basierendes Cabriolet.
Die maßgeblichsten Veränderungen umfassten im Interieur die Beleuchtungseinrichtungen (blaue Instrumentenbeleuchtung), das Golf-IV-Lenkrad sowie die Oberflächen, welche mit ihrer genarbten Oberfläche einen höherwertigen Eindruck vermitteln sollten als beim Golf III. Ansonsten blieb im Interieur alles wie beim Vorgänger. Außen wurden die Frontscheinwerfer geändert, die nun entsprechend dem Golf IV im Klarglasdesign strahlten. Das Nummernschild wurde vom Kofferraumdeckel in den Stoßfänger verlegt, um auch hier der Heckansicht der vierten Generation näher zu kommen. Die Motoren waren allesamt aus dem Golf III bekannt.
- Ottomotoren: 1,6 l mit 74 kW (100 PS), 1,8 l mit 55 kW (75 PS) (bis Oktober 2000), 1,8 l mit 66 kW (90 PS) und 2,0 l mit 85 kW (115 PS).
- Diesel: 1,9 l TDI mit 66 kW (90 PS) und 1,9 l TDI mit 81 kW (110 PS).

Ab Herbst 2000 waren nur noch der 2,0-l-Ottomotor und der kleine 1,9-l-Diesel im Angebot.
Das Golf Cabrio der vierten (manche sagen auch „dreieinhalbten“) Generation wurde von Juni 1998 bis Dezember 2001 bei Karmann in Osnabrück hergestellt. Einige liefen auch in Mexiko vom Band. So wurden die letzten Modelle im Jahre 2002 in Puebla gefertigt.

### Golf Sondermodell „Generation“
Als der Golf im Jahre 1999 25 Jahre alt wurde, brachte VW zum Geburtstag ein Sondermodell namens Generation auf den Markt.
Der Golf Generation bietet eine Kombination aus sportlichem Aussehen und komfortabler Ausstattung. Im Gegensatz zum Basismodell sind die Stoßfänger, Seitenleisten, Außenspiegelkappen sowie die Türgriffe serienmäßig in Wagenfarbe lackiert, ebenso wie bei den Modellen Highline und GTI. Ein weiteres sportliches Detail sind die Leichtmetallräder „Montreal“ in der Größe 6,5 × 16 Zoll mit 205/55er-Reifen. Dazu sind die Einstiegsleisten in schwarz-silber gehalten und mit dem Schriftzug „GOLF“ versehen.
Auch der Innenraum wurde aufgewertet und bietet unter anderem bessere Materialien und ausgefallenere Farben (zum Beispiel Dekorblenden in Blau/Netz, blaue Nähte an Lederlenkrad und Schaltsack). Das Sondermodell Generation konnte als einziges Modell in der Farbe Technoblau-metallic bestellt werden. Es wurde in seiner Bauzeit zwischen 1999 und 2000 etwa 24.500-mal verkauft.

### Golf R32

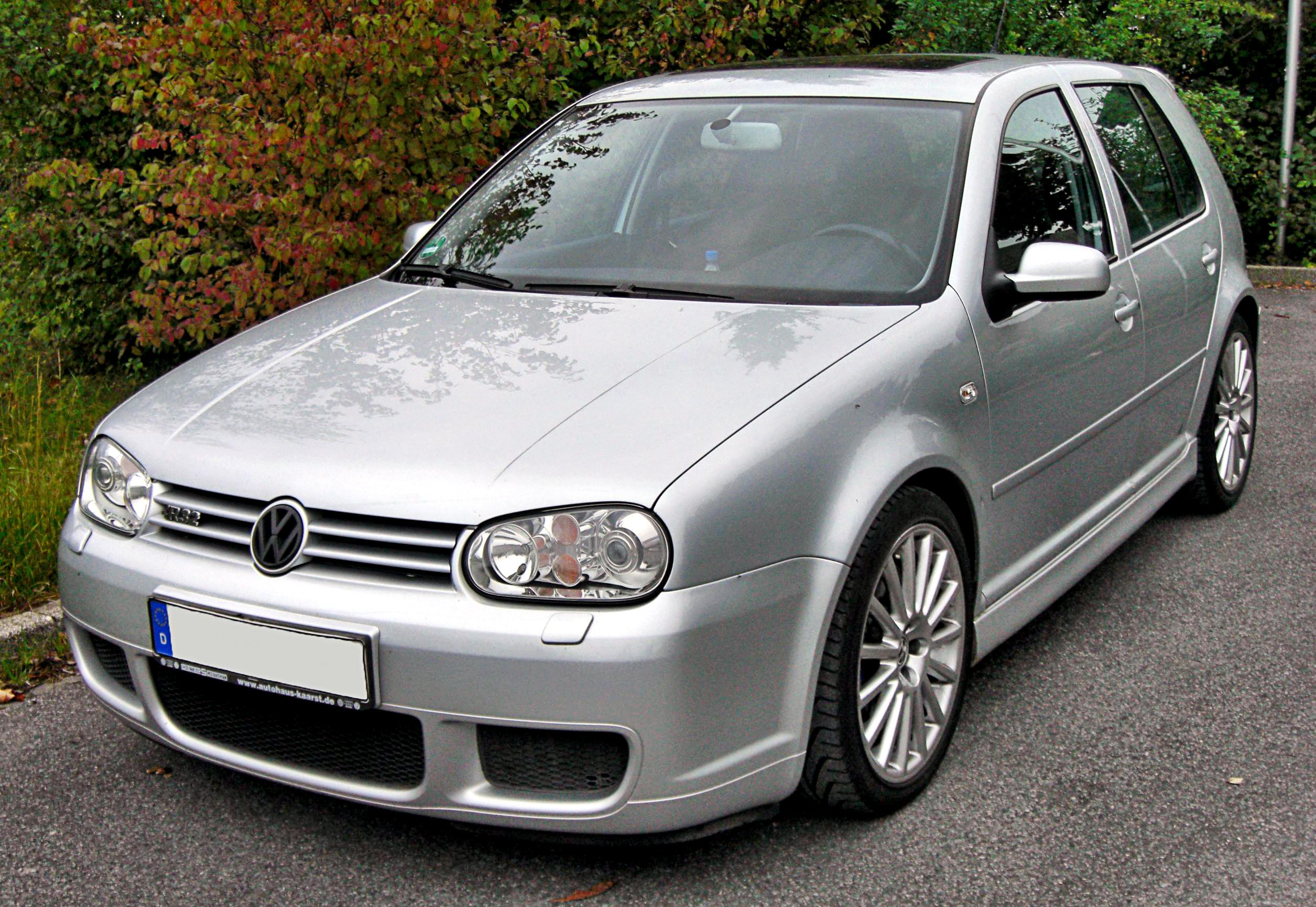
VW Golf R32

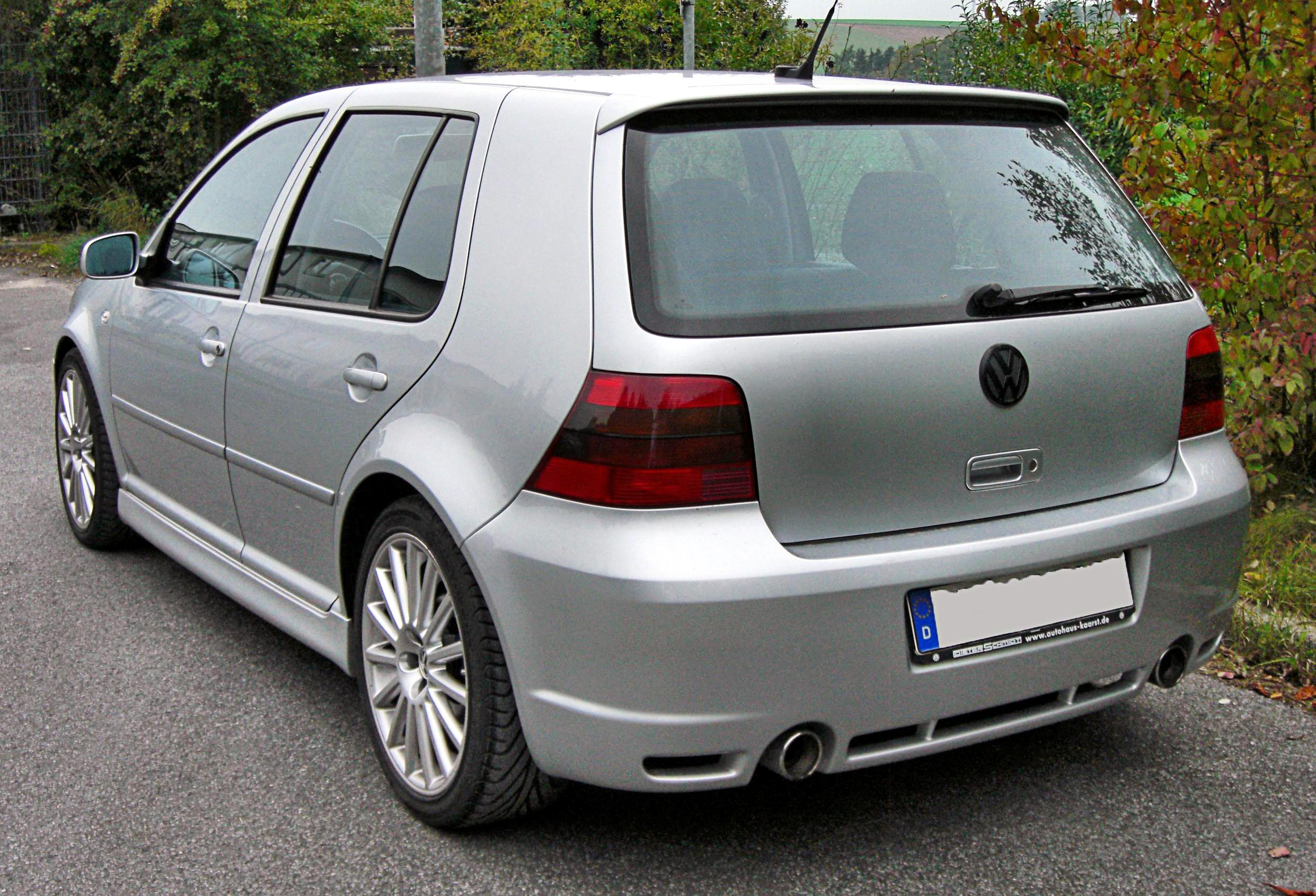
Heckansicht

Der erste Golf R32 entstand als geplante limitierte Auflage von 5000 Autos auf Basis des Golf IV. Nach dem anfänglichen Erfolg – die Kleinserie war insbesondere aufgrund der Nachfrage in den USA sehr schnell ausverkauft – entschied Volkswagen, den R32 in Serie herzustellen und lieferte schließlich etwa 12.000 Fahrzeuge des Golf IV R32, 7000 für Europa, 5000 für die USA.
Das R in R32 steht für Racing, in Anlehnung an die Motorsportabteilung „Volkswagen Racing“ (früher „Volkswagen Motorsport“), die 32 steht für die 3,2 Liter Hubraum des Sechszylindermotors in VR-Bauweise. Serienmäßig ist der Golf R32 mit einem Sportfahrwerk und 20 Millimeter tiefergelegter Karosserie, 225/40-Reifen auf speziellen 18-Zoll-Aluminiumrädern „Aristo“ die anfangs von OZ, später von Ronal geliefert wurden, Sportsitzen mit integrierten Kopfstützen, dem 4Motion-Allradantrieb sowie einem Sechsganggetriebe ausgestattet, optional war unter anderem das Doppelkupplungsgetriebe (DSG) erhältlich. Äußerlich ist der Kompaktsportwagen Golf R32 zudem durch drei große Lufteinlässe in der Frontschürze, durch tiefe Seitenschweller, einen Dachkantenspoiler und durch die beiden Endrohre der Abgasanlage vom herkömmlichen Golf zu unterscheiden.
Der Sechszylindermotor hat vier Ventile pro Zylinder und eine Leistung von 177 kW (241 PS). Er stammt im Wesentlichen vom Phaeton, wo er die Basismotorisierung darstellte. Den Spurt von 0 auf 100 km/h schafft der Wagen in 6,6 Sekunden (mit DSG in 6,4 Sekunden), bei 2800 Umdrehungen liegen bis zu 320 Newtonmeter an, die Höchstgeschwindigkeit beträgt 247 km/h. Der Motor erfüllt zudem die Abgasnorm EU4. Die zweiflutige Abgasanlage, die von Remus entwickelt wurde, ist mit einer unterdruckabhängigen Klappensteuerung ausgerüstet. Je nach Betätigung des Gaspedals sowie der Geschwindigkeit des Fahrzeugs werden die Abgase über eine Regelklappe, welche über eine Unterdruckleitung mit dem Motor verbunden ist, teilweise am Endschalldämpfer vorbeigeleitet. So entsteht ein noch sportlicherer Sound des Sechszylindermotors.
Mitte 2003 wurden kleine kosmetische Veränderungen wie enger geschnittene Sitze mit Lordosenstütze und zweiter Sitznaht sowie eine Veränderung an der Frontscheibe (FIN) vorgenommen. Ebenfalls wurden an der Zündanlage und dem Endschalldämpfer kleine Veränderungen vorgenommen. Diese Version wird bei R32-Fahrern häufig als „Last-Edition“ bezeichnet. Zudem unterscheiden sich die in Nordamerika verkauften Modelle durch einen schwarzen Dachhimmel, serienmäßiges Schiebedach, ein weicheres und höheres Fahrwerk, eine zweite Sitznaht, andere Rückleuchten, Seitenmarkierungsleuchten, sowie die herkömmlichen Halogenscheinwerfer anstelle der Xenonscheinwerfer.

## Motoren
Bei den Motoren 1,8 (92 kW/125 PS), 2,0 (85 kW/116 PS), 2,3 V5 (110/125 kW bzw. 150/170 PS) und 1,9 TDI (50–110 kW bzw. 68-150 PS) konnte außerdem ein Allradantrieb 4Motion mitbestellt werden. Der 2,8 V6 (150 kW/204 PS) und der 3,2 R32 (177 kW/241 PS) war serienmäßig mit dem Allradantriebssystem 4Motion ausgestattet. In den USA wurde auch ein VR6-12V-Motor mit 2,8 l Hubraum und 130 kW (177 PS) und 245 Nm angeboten.

### Technische Daten

#### Ottomotoren
|                                             | 1.4                                                                                   | 1.6                                                                                   | 1.6                                                                                   | 1.6                                                                                   | 1.6 FSI                                                                               | 1.8                                                                                   | 2.0                                                                                   | 2.0                                                                                   | 2.0                                                                                   |
| Bauzeitraum                                 | 10/1997–08/2003                                                                       | 10/1997–08/2000                                                                       | 09/2000–08/2003                                                                       | 05/1999–08/2003                                                                       | 08/2001–08/2003                                                                       | 10/1997–10/2000                                                                       | 08/1998–04/2001                                                                       | 04/2000–08/2003                                                                       | 05/2001–08/2003                                                                       |
| Motorkenndaten                              |                                                                                       |                                                                                       |                                                                                       |                                                                                       |                                                                                       |                                                                                       |                                                                                       |                                                                                       |                                                                                       |
| Motorkennbuchstaben                         | AHW, AXP, AKQ, APE, BCA                                                               | AEH, AKL, APF                                                                         | AVU, BFQ                                                                              | ATN, AUS, AZD, BCB                                                                    | BAD                                                                                   | AGN                                                                                   | APK, AQY                                                                              | AZH                                                                                   | AZJ                                                                                   |
| Motortyp                                    | R4-Ottomotor                                                                          | R4-Ottomotor                                                                          | R4-Ottomotor                                                                          | R4-Ottomotor                                                                          | R4-Ottomotor                                                                          | R4-Ottomotor                                                                          | R4-Ottomotor                                                                          | R4-Ottomotor                                                                          | R4-Ottomotor                                                                          |
| Ventile                                     | 16                                                                                    | 8                                                                                     | 8                                                                                     | 16                                                                                    | 16                                                                                    | 20                                                                                    | 8                                                                                     | 8                                                                                     | 8                                                                                     |
| Ventilsteuerung                             | DOHC, Zahnriemen                                                                      | OHC, Zahnriemen                                                                       | OHC, Zahnriemen                                                                       | DOHC, Zahnriemen                                                                      | DOHC, Zahnriemen                                                                      | DOHC, Zahnriemen                                                                      | OHC, Zahnriemen                                                                       | OHC, Zahnriemen                                                                       | OHC, Zahnriemen                                                                       |
| Gemischaufbereitung                         | Saugrohreinspritzung                                                                  | Saugrohreinspritzung                                                                  | Saugrohreinspritzung                                                                  | Saugrohreinspritzung                                                                  | Benzindirekteinspritzung                                                              | Saugrohreinspritzung                                                                  | Saugrohreinspritzung                                                                  | Saugrohreinspritzung                                                                  | Saugrohreinspritzung                                                                  |
| Motoraufladung                              | —                                                                                     | —                                                                                     | —                                                                                     | —                                                                                     | —                                                                                     | —                                                                                     | —                                                                                     | —                                                                                     | —                                                                                     |
| Kühlung                                     | Wasserkühlung                                                                         | Wasserkühlung                                                                         | Wasserkühlung                                                                         | Wasserkühlung                                                                         | Wasserkühlung                                                                         | Wasserkühlung                                                                         | Wasserkühlung                                                                         | Wasserkühlung                                                                         | Wasserkühlung                                                                         |
| Bohrung × Hub                               | 76,5 × 75,6 mm                                                                        | 81,0 × 77,4 mm                                                                        | 81,0 × 77,4 mm                                                                        | 76,5 × 86,9 mm                                                                        | 76,5 × 86,9 mm                                                                        | 81,0 × 86,4 mm                                                                        | 82,5 × 92,8 mm                                                                        | 82,5 × 92,8 mm                                                                        | 82,5 × 92,8 mm                                                                        |
| Hubraum                                     | 1390 cm³                                                                              | 1595 cm³                                                                              | 1595 cm³                                                                              | 1598 cm³                                                                              | 1598 cm³                                                                              | 1781 cm³                                                                              | 1984 cm³                                                                              | 1984 cm³                                                                              | 1984 cm³                                                                              |
| Verdichtungsverhältnis                      | 10,5:1                                                                                | 10,3:1                                                                                | 10,3:1                                                                                | 11,5:1                                                                                | 12,0:1                                                                                | 10,3:1                                                                                | 10,5:1                                                                                | 10,3:1                                                                                | 10,3:1                                                                                |
| max. Leistung                               | 55 kW (75 PS) bei 5000/min                                                            | 74 kW (101 PS) bei 5600/min                                                           | 75 kW (102 PS) bei 5600/min                                                           | 77 kW (105 PS) bei 5700/min                                                           | 81 kW (110 PS) bei 5800/min                                                           | 92 kW (125 PS) bei 6000/min                                                           | 85 kW(115 PS) bei 5200/min                                                            | 85 kW (115 PS) bei 5400/min                                                           | 85 kW (115 PS) bei 5400/min                                                           |
| max. Drehmoment                             | 128 Nm bei 3300/min (1)                                                               | 145 Nm bei 3800/min                                                                   | 148 Nm bei 3800/min                                                                   | 148 Nm bei 4500/min                                                                   | 155 Nm bei 4400/min                                                                   | 170 Nm bei 4200/min                                                                   | 170 Nm bei 2400/min                                                                   | 170 Nm bei 2400/min                                                                   | 172 Nm bei 3200/min                                                                   |
| Kraftübertragung                            |                                                                                       |                                                                                       |                                                                                       |                                                                                       |                                                                                       |                                                                                       |                                                                                       |                                                                                       |                                                                                       |
| Antrieb, serienmäßig                        | Vorderradantrieb                                                                      | Vorderradantrieb                                                                      | Vorderradantrieb                                                                      | Vorderradantrieb                                                                      | Vorderradantrieb                                                                      | Vorderradantrieb                                                                      | Vorderradantrieb                                                                      | Allradantrieb (4Motion)                                                               | Vorderradantrieb                                                                      |
| Antrieb, optional                           | —                                                                                     | —                                                                                     | —                                                                                     | —                                                                                     | —                                                                                     | Allradantrieb (4Motion)                                                               | —                                                                                     | —                                                                                     | Allradantrieb (4Motion)                                                               |
| Getriebe, serienmäßig                       | 5-Gang-Schaltgetriebe                                                                 | 5-Gang-Schaltgetriebe                                                                 | 4-Stufen-Automatikgetriebe                                                            | 5-Gang-Schaltgetriebe                                                                 | 5-Gang-Schaltgetriebe                                                                 | 5-Gang-Schaltgetriebe                                                                 | 5-Gang-Schaltgetriebe                                                                 | 5-Gang-Schaltgetriebe                                                                 | 5-Gang-Schaltgetriebe                                                                 |
| Getriebe, optional                          | —                                                                                     | 4-Stufen-Automatikgetriebe                                                            | —                                                                                     | —                                                                                     | —                                                                                     | 4-Stufen-Automatikgetriebe                                                            | 4-Stufen-Automatikgetriebe                                                            | —                                                                                     | 4-Stufen-Automatikgetriebe                                                            |
| Fahrwerk                                    |                                                                                       |                                                                                       |                                                                                       |                                                                                       |                                                                                       |                                                                                       |                                                                                       |                                                                                       |                                                                                       |
| Radaufhängung vorn                          | MacPherson-Federbeine, Dreieckslenker,                                                | MacPherson-Federbeine, Dreieckslenker,                                                | MacPherson-Federbeine, Dreieckslenker,                                                | MacPherson-Federbeine, Dreieckslenker,                                                | MacPherson-Federbeine, Dreieckslenker,                                                | MacPherson-Federbeine, Dreieckslenker,                                                | MacPherson-Federbeine, Dreieckslenker,                                                | MacPherson-Federbeine, Dreieckslenker,                                                | MacPherson-Federbeine, Dreieckslenker,                                                |
| Radaufhängung hinten                        | Verbundlenkerachse, (4motion: Doppelquerlenker), Schraubenfedern, Teleskopstoßdämpfer | Verbundlenkerachse, (4motion: Doppelquerlenker), Schraubenfedern, Teleskopstoßdämpfer | Verbundlenkerachse, (4motion: Doppelquerlenker), Schraubenfedern, Teleskopstoßdämpfer | Verbundlenkerachse, (4motion: Doppelquerlenker), Schraubenfedern, Teleskopstoßdämpfer | Verbundlenkerachse, (4motion: Doppelquerlenker), Schraubenfedern, Teleskopstoßdämpfer | Verbundlenkerachse, (4motion: Doppelquerlenker), Schraubenfedern, Teleskopstoßdämpfer | Verbundlenkerachse, (4motion: Doppelquerlenker), Schraubenfedern, Teleskopstoßdämpfer | Verbundlenkerachse, (4motion: Doppelquerlenker), Schraubenfedern, Teleskopstoßdämpfer | Verbundlenkerachse, (4motion: Doppelquerlenker), Schraubenfedern, Teleskopstoßdämpfer |
| Bremsen                                     | Scheibenbremsen rundum (Ø vorne 256–334, hinten 232–256 mm), ABS                      | Scheibenbremsen rundum (Ø vorne 256–334, hinten 232–256 mm), ABS                      | Scheibenbremsen rundum (Ø vorne 256–334, hinten 232–256 mm), ABS                      | Scheibenbremsen rundum (Ø vorne 256–334, hinten 232–256 mm), ABS                      | Scheibenbremsen rundum (Ø vorne 256–334, hinten 232–256 mm), ABS                      | Scheibenbremsen rundum (Ø vorne 256–334, hinten 232–256 mm), ABS                      | Scheibenbremsen rundum (Ø vorne 256–334, hinten 232–256 mm), ABS                      | Scheibenbremsen rundum (Ø vorne 256–334, hinten 232–256 mm), ABS                      | Scheibenbremsen rundum (Ø vorne 256–334, hinten 232–256 mm), ABS                      |
| Lenkung                                     | Zahnstangenlenkung                                                                    | Zahnstangenlenkung                                                                    | Zahnstangenlenkung                                                                    | Zahnstangenlenkung                                                                    | Zahnstangenlenkung                                                                    | Zahnstangenlenkung                                                                    | Zahnstangenlenkung                                                                    | Zahnstangenlenkung                                                                    | Zahnstangenlenkung                                                                    |
| Messwerte (2)                               |                                                                                       |                                                                                       |                                                                                       |                                                                                       |                                                                                       |                                                                                       |                                                                                       |                                                                                       |                                                                                       |
| Höchstgeschwindigkeit                       | 171 km/h                                                                              | 188 km/h (185 km/h)                                                                   | (185 km/h)                                                                            | 192 km/h                                                                              | 194 km/h                                                                              | 201 km/h (198 km/h) [198 km/h]                                                        | 195 km/h (192 km/h)                                                                   | [192 km/h]                                                                            | 195 km/h (192 km/h)                                                                   |
| Beschleunigung, 0–100 km/h                  | 14,0 s                                                                                | 10,9 s (15,5 s)                                                                       | (12,7 s)                                                                              | 10,8 s                                                                                | 10,6 s                                                                                | 9,9 s (11,9 s) [11,1 s]                                                               | 10,5 s (11,9 s)                                                                       | [11,2 s]                                                                              | 10,5 s (11,7 s)                                                                       |
| Kraftstoffverbrauch auf 100 km (kombiniert) | 6,6 l S                                                                               | 7,6 l S (8,6 l S)                                                                     | (8,0 l S)                                                                             | 6,9 l SP                                                                              | 6,2 l SP                                                                              | 8,3 l S (9,1 l S) [8,9 l S]                                                           | 7,9 l S (8,9 l S)                                                                     | [8,7 l S]                                                                             | 7,9 l S (9,0 l S)                                                                     |
| CO2-Emissionen (kombiniert)                 | 158 g/km                                                                              | 182 g/km (206 g/km)                                                                   | (192 g/km)                                                                            | 166 g/km                                                                              | 149 g/km                                                                              | 199 g/km (218 g/km) [214 g/km]                                                        | 190 g/km (214 g/km)                                                                   | [209 g/km]                                                                            | 190 g/km (216 g/km)                                                                   |
| Bemerkungen                                 |                                                                                       |                                                                                       |                                                                                       |                                                                                       |                                                                                       |                                                                                       |                                                                                       |                                                                                       |                                                                                       |
|                                             |                                                                                       |                                                                                       |                                                                                       |                                                                                       | nicht für E10-Kraftstoff geeignet                                                     |                                                                                       |                                                                                       |                                                                                       |                                                                                       |

|                                             | 1.8 T                                                                                             | 1.8 T                                                                                             | 2.3 V5                                                                                            | 2.3 V5                                                                                            | 2.8 V6                                                                                            | 3.2 R32                                                                                           |
| Bauzeitraum                                 | 10/1997–08/2003                                                                                   | 06/2001–06/2003                                                                                   | 10/1997–08/2000                                                                                   | 09/2000–08/2003                                                                                   | 05/1999–08/2003                                                                                   | 06/2002–05/2004                                                                                   |
| Motorkenndaten                              |                                                                                                   |                                                                                                   |                                                                                                   |                                                                                                   |                                                                                                   |                                                                                                   |
| Motorkennbuchstaben                         | AGU, ARZ, AUM                                                                                     | AUQ                                                                                               | AGZ                                                                                               | AQN                                                                                               | AQP, AUE, BDE                                                                                     | BFH, BML                                                                                          |
| Motortyp                                    | R4-Ottomotor                                                                                      | R4-Ottomotor                                                                                      | VR5-Ottomotor                                                                                     | VR5-Ottomotor                                                                                     | VR6-Ottomotor                                                                                     | VR6-Ottomotor                                                                                     |
| Ventile                                     | 20                                                                                                | 20                                                                                                | 10                                                                                                | 20                                                                                                | 24                                                                                                | 24                                                                                                |
| Ventilsteuerung                             | DOHC, Zahnriemen                                                                                  | DOHC, Zahnriemen                                                                                  | DOHC, Kette                                                                                       | DOHC, Kette                                                                                       | DOHC, Kette                                                                                       | DOHC, Kette                                                                                       |
| Gemischaufbereitung                         | Saugrohreinspritzung                                                                              | Saugrohreinspritzung                                                                              | Saugrohreinspritzung                                                                              | Saugrohreinspritzung                                                                              | Saugrohreinspritzung                                                                              | Saugrohreinspritzung                                                                              |
| Motoraufladung                              | Turbolader, Ladeluftkühler                                                                        | Turbolader, Ladeluftkühler                                                                        | —                                                                                                 | —                                                                                                 | —                                                                                                 | —                                                                                                 |
| Kühlung                                     | Wasserkühlung                                                                                     | Wasserkühlung                                                                                     | Wasserkühlung                                                                                     | Wasserkühlung                                                                                     | Wasserkühlung                                                                                     | Wasserkühlung                                                                                     |
| Bohrung × Hub                               | 81,0 × 86,4 mm                                                                                    | 81,0 × 86,4 mm                                                                                    | 81,0 × 90,2 mm                                                                                    | 81,0 × 90,2 mm                                                                                    | 81,0 × 90,3 mm                                                                                    | 84,0 × 95,9 mm                                                                                    |
| Hubraum                                     | 1781 cm³                                                                                          | 1781 cm³                                                                                          | 2324 cm³                                                                                          | 2324 cm³                                                                                          | 2792 cm³                                                                                          | 3189 cm³                                                                                          |
| Verdichtungsverhältnis                      | 9,5:1                                                                                             | 9,5:1                                                                                             | 10,2:1                                                                                            | 10,8:1                                                                                            | 10,5:1                                                                                            | 11,3:1                                                                                            |
| max. Leistung                               | 110 kW (150 PS) bei 5700/min                                                                      | 132 kW (180 PS) bei 5500/min                                                                      | 110 kW (150 PS) bei 6000/min                                                                      | 125 kW (170 PS) bei 6200/min                                                                      | 150 kW (204 PS) bei 6200/min                                                                      | 177 kW (241 PS) bei 6250/min                                                                      |
| max. Drehmoment                             | 210 Nm bei 1750–4600/min                                                                          | 235 Nm bei 1950–5000/min                                                                          | 205 Nm bei 3200/min                                                                               | 220 Nm bei 3300/min                                                                               | 270 Nm bei 3200/min                                                                               | 320 Nm bei 2800–3200/min                                                                          |
| Kraftübertragung                            |                                                                                                   |                                                                                                   |                                                                                                   |                                                                                                   |                                                                                                   |                                                                                                   |
| Antrieb, serienmäßig                        | Vorderradantrieb                                                                                  | Vorderradantrieb                                                                                  | Vorderradantrieb                                                                                  | Vorderradantrieb                                                                                  | Allradantrieb (4Motion)                                                                           | Allradantrieb (4Motion)                                                                           |
| Antrieb, optional                           | —                                                                                                 | —                                                                                                 | Allradantrieb (4Motion)                                                                           | Allradantrieb (4Motion)                                                                           | —                                                                                                 | —                                                                                                 |
| Getriebe, serienmäßig                       | 5-Gang-Schaltgetriebe                                                                             | 6-Gang-Schaltgetriebe                                                                             | 5-Gang-Schaltgetriebe/ (6-Gang-Schaltgetriebe) (3)                                                | 5-Gang-Schaltgetriebe/ (6-Gang-Schaltgetriebe) (3)                                                | 6-Gang-Schaltgetriebe                                                                             | 6-Gang-Schaltgetriebe                                                                             |
| Getriebe, optional                          | 5-Stufen-Tiptronic                                                                                | —                                                                                                 | 4-Stufen-Automatikgetriebe                                                                        | 5-Stufen-Tiptronic                                                                                | —                                                                                                 | 6-Stufen-DSG                                                                                      |
| Fahrwerk                                    |                                                                                                   |                                                                                                   |                                                                                                   |                                                                                                   |                                                                                                   |                                                                                                   |
| Radaufhängung vorn                          | MacPherson-Federbeine, Dreieckslenker                                                             | MacPherson-Federbeine, Dreieckslenker                                                             | MacPherson-Federbeine, Dreieckslenker                                                             | MacPherson-Federbeine, Dreieckslenker                                                             | MacPherson-Federbeine, Dreieckslenker                                                             | MacPherson-Federbeine, Dreieckslenker                                                             |
| Radaufhängung hinten                        | Verbundlenkerachse, Längslenker (4motion: Doppelquerlenker), Schraubenfedern, Teleskopstoßdämpfer | Verbundlenkerachse, Längslenker (4motion: Doppelquerlenker), Schraubenfedern, Teleskopstoßdämpfer | Verbundlenkerachse, Längslenker (4motion: Doppelquerlenker), Schraubenfedern, Teleskopstoßdämpfer | Verbundlenkerachse, Längslenker (4motion: Doppelquerlenker), Schraubenfedern, Teleskopstoßdämpfer | Verbundlenkerachse, Längslenker (4motion: Doppelquerlenker), Schraubenfedern, Teleskopstoßdämpfer | Verbundlenkerachse, Längslenker (4motion: Doppelquerlenker), Schraubenfedern, Teleskopstoßdämpfer |
| Bremsen                                     | Scheibenbremsen rundum (Ø vorne 256–334, hinten 232–256 mm), ABS                                  | Scheibenbremsen rundum (Ø vorne 256–334, hinten 232–256 mm), ABS                                  | Scheibenbremsen rundum (Ø vorne 256–334, hinten 232–256 mm), ABS                                  | Scheibenbremsen rundum (Ø vorne 256–334, hinten 232–256 mm), ABS                                  | Scheibenbremsen rundum (Ø vorne 256–334, hinten 232–256 mm), ABS                                  | Scheibenbremsen rundum (Ø vorne 256–334, hinten 232–256 mm), ABS                                  |
| Lenkung                                     | Zahnstangenlenkung                                                                                | Zahnstangenlenkung                                                                                | Zahnstangenlenkung                                                                                | Zahnstangenlenkung                                                                                | Zahnstangenlenkung                                                                                | Zahnstangenlenkung                                                                                |
| Messwerte (2)                               |                                                                                                   |                                                                                                   |                                                                                                   |                                                                                                   |                                                                                                   |                                                                                                   |
| Höchstgeschwindigkeit                       | 216 km/h (212 km/h)                                                                               | 222 (25-Jahre GTI) - 228 km/h                                                                     | 216 km/h (212 km/h) [211 km/h]                                                                    | 224 km/h (220 km/h) [218 km/h]                                                                    | [235 km/h]                                                                                        | [247 km/h (247 km/h)]                                                                             |
| Beschleunigung, 0–100 km/h                  | 8,5 s (9,4 s)                                                                                     | 7,9 s                                                                                             | 8,8 s (9,7 s) [9,8 s]                                                                             | 8,2 s (8,9 s) [8,8 s]                                                                             | [7,1 s]                                                                                           | [6,6 s (6,4 s)]                                                                                   |
| Kraftstoffverbrauch auf 100 km (kombiniert) | 7,8 l S (8,9 l S)                                                                                 | 8,4 l S                                                                                           | 9,3 l S (9,9 l S) [10,4 l S]                                                                      | 8,7 l SP (9,6 l SP) [9,9 l SP]                                                                    | [10,8 l SP]                                                                                       | [11,5 l SP (10,2 l SP)]                                                                           |
| CO2-Emissionen (kombiniert)                 | 187 g/km (214 g/km)                                                                               | 202 g/km                                                                                          | 223 g/km (238 g/km) [250 g/km]                                                                    | 209 g/km (230 g/km) [238 g/km]                                                                    | [259 g/km]                                                                                        | [276 g/km (k. A)]                                                                                 |

Die Verfügbarkeit der Motoren war von Modell, Ausstattung und Markt abhängig.

#### Dieselmotoren
|                                             | 1.9 SDI                                                                                           | 1.9 TDI                                                                                           | 1.9 TDI                                                                                           | 1.9 TDI                                                                                           | 1.9 TDI                                                                                           | 1.9 TDI                                                                                           | 1.9 TDI                                                                                           | 1.9 TDI                                                                                           | 1.9 TDI                                                                                           |
| Bauzeitraum                                 | 10/1997–08/2003                                                                                   | 10/1997–04/2002                                                                                   | 10/1997–04/2002                                                                                   | 10/1997–04/2002                                                                                   | 02/2000–08/2003                                                                                   | 05/1999–07/2001                                                                                   | 01/2000–07/2001                                                                                   | 04/2001–08/2003                                                                                   | 09/2000–08/2003                                                                                   |
| Motorkenndaten                              |                                                                                                   |                                                                                                   |                                                                                                   |                                                                                                   |                                                                                                   |                                                                                                   |                                                                                                   |                                                                                                   |                                                                                                   |
| Motorkennbuchstaben                         | AGP, AQM                                                                                          | AGR                                                                                               | ALH                                                                                               | AHF, ASV                                                                                          | ATD, AXR                                                                                          | AJM                                                                                               | AUY                                                                                               | ASZ                                                                                               | ARL                                                                                               |
| Motortyp                                    | R4-Dieselmotor                                                                                    | R4-Dieselmotor                                                                                    | R4-Dieselmotor                                                                                    | R4-Dieselmotor                                                                                    | R4-Dieselmotor                                                                                    | R4-Dieselmotor                                                                                    | R4-Dieselmotor                                                                                    | R4-Dieselmotor                                                                                    | R4-Dieselmotor                                                                                    |
| Ventile                                     | 8                                                                                                 | 8                                                                                                 | 8                                                                                                 | 8                                                                                                 | 8                                                                                                 | 8                                                                                                 | 8                                                                                                 | 8                                                                                                 | 8                                                                                                 |
| Ventilsteuerung                             | OHC, Zahnriemen                                                                                   | OHC, Zahnriemen                                                                                   | OHC, Zahnriemen                                                                                   | OHC, Zahnriemen                                                                                   | OHC, Zahnriemen                                                                                   | OHC, Zahnriemen                                                                                   | OHC, Zahnriemen                                                                                   | OHC, Zahnriemen                                                                                   | OHC, Zahnriemen                                                                                   |
| Gemischaufbereitung                         | Direkteinspritzung mit VEP                                                                        | Direkteinspritzung mit VEP                                                                        | Direkteinspritzung mit VEP                                                                        | Direkteinspritzung mit VEP                                                                        | Pumpe-Düse-System                                                                                 | Pumpe-Düse-System                                                                                 | Pumpe-Düse-System                                                                                 | Pumpe-Düse-System                                                                                 | Pumpe-Düse-System                                                                                 |
| Motoraufladung                              | —                                                                                                 | Turbolader, Ladeluftkühler                                                                        | Turbolader, Ladeluftkühler                                                                        | Turbolader, Ladeluftkühler                                                                        | Turbolader, Ladeluftkühler                                                                        | Turbolader, Ladeluftkühler                                                                        | Turbolader, Ladeluftkühler                                                                        | Turbolader, Ladeluftkühler                                                                        | Turbolader, Ladeluftkühler                                                                        |
| Kühlung                                     | Wasserkühlung                                                                                     | Wasserkühlung                                                                                     | Wasserkühlung                                                                                     | Wasserkühlung                                                                                     | Wasserkühlung                                                                                     | Wasserkühlung                                                                                     | Wasserkühlung                                                                                     | Wasserkühlung                                                                                     | Wasserkühlung                                                                                     |
| Bohrung × Hub                               | 79,5 × 95,5 mm                                                                                    | 79,5 × 95,5 mm                                                                                    | 79,5 × 95,5 mm                                                                                    | 79,5 × 95,5 mm                                                                                    | 79,5 × 95,5 mm                                                                                    | 79,5 × 95,5 mm                                                                                    | 79,5 × 95,5 mm                                                                                    | 79,5 × 95,5 mm                                                                                    | 79,5 × 95,5 mm                                                                                    |
| Hubraum                                     | 1896 cm³                                                                                          | 1896 cm³                                                                                          | 1896 cm³                                                                                          | 1896 cm³                                                                                          | 1896 cm³                                                                                          | 1896 cm³                                                                                          | 1896 cm³                                                                                          | 1896 cm³                                                                                          | 1896 cm³                                                                                          |
| Verdichtungsverhältnis                      | 19,5:1                                                                                            | 19,5:1                                                                                            | 19,5:1                                                                                            | 19,5:1                                                                                            | 19,0:1                                                                                            | 18,0:1                                                                                            | 18,0:1                                                                                            | 18,5:1                                                                                            | 18,5:1                                                                                            |
| max. Leistung                               | 50 kW (68 PS) bei 4200/min                                                                        | 66 kW (90 PS) bei 4000/min                                                                        | 66 kW (90 PS) bei 3750/min                                                                        | 81 kW (110 PS) bei 4150/min                                                                       | 74 kW (101 PS) bei 4000/min                                                                       | 85 kW (115 PS) bei 4000/min                                                                       | 85 kW (115 PS) bei 4000/min                                                                       | 96 kW (130 PS) bei 4000/min                                                                       | 110 kW (150 PS) bei 4000/min                                                                      |
| max. Drehmoment                             | 133 Nm bei 2200–2600/min                                                                          | 210 Nm bei 1900/min                                                                               | 210 Nm bei 1900/min                                                                               | 235 Nm bei 1900/min                                                                               | 240 Nm bei 1800–2400/min                                                                          | 285 Nm bei 1900/min                                                                               | 310 Nm bei 1900/min                                                                               | 310 Nm bei 1900/min                                                                               | 320 Nm bei 1900/min                                                                               |
| Kraftübertragung                            |                                                                                                   |                                                                                                   |                                                                                                   |                                                                                                   |                                                                                                   |                                                                                                   |                                                                                                   |                                                                                                   |                                                                                                   |
| Antrieb, serienmäßig                        | Vorderradantrieb                                                                                  | Vorderradantrieb                                                                                  | Vorderradantrieb                                                                                  | Vorderradantrieb                                                                                  | Vorderradantrieb                                                                                  | Vorderradantrieb                                                                                  | Vorderradantrieb                                                                                  | Vorderradantrieb                                                                                  | Vorderradantrieb                                                                                  |
| Antrieb, optional                           | —                                                                                                 | Allradantrieb (4Motion)                                                                           | Allradantrieb (4Motion)                                                                           | —                                                                                                 | Allradantrieb (4Motion)                                                                           | Allradantrieb (4Motion)                                                                           | Allradantrieb (4Motion)                                                                           | Allradantrieb (4Motion)                                                                           | Allradantrieb (4Motion)                                                                           |
| Getriebe, serienmäßig                       | 5-Gang-Schaltgetriebe                                                                             | 5-Gang-Schaltgetriebe                                                                             | 5-Gang-Schaltgetriebe                                                                             | 5-Gang-Schaltgetriebe                                                                             | 5-Gang-Schaltgetriebe (1)                                                                         | 6-Gang-Schaltgetriebe                                                                             | 6-Gang-Schaltgetriebe                                                                             | 6-Gang-Schaltgetriebe                                                                             | 6-Gang-Schaltgetriebe                                                                             |
| Getriebe, optional                          | —                                                                                                 | 4-Stufen-Automatikgetriebe                                                                        | 4-Stufen-Automatikgetriebe                                                                        | 4-Stufen-Automatikgetriebe                                                                        | 5-Stufen-Tiptronic                                                                                | —                                                                                                 | 5-Stufen-Tiptronic                                                                                | 5-Stufen-Tiptronic                                                                                | —                                                                                                 |
| Fahrwerk                                    |                                                                                                   |                                                                                                   |                                                                                                   |                                                                                                   |                                                                                                   |                                                                                                   |                                                                                                   |                                                                                                   |                                                                                                   |
| Radaufhängung vorn                          | MacPherson-Federbeine, Dreieckslenker                                                             | MacPherson-Federbeine, Dreieckslenker                                                             | MacPherson-Federbeine, Dreieckslenker                                                             | MacPherson-Federbeine, Dreieckslenker                                                             | MacPherson-Federbeine, Dreieckslenker                                                             | MacPherson-Federbeine, Dreieckslenker                                                             | MacPherson-Federbeine, Dreieckslenker                                                             | MacPherson-Federbeine, Dreieckslenker                                                             | MacPherson-Federbeine, Dreieckslenker                                                             |
| Radaufhängung hinten                        | Verbundlenkerachse, Längslenker (4motion: Doppelquerlenker), Schraubenfedern, Teleskopstoßdämpfer | Verbundlenkerachse, Längslenker (4motion: Doppelquerlenker), Schraubenfedern, Teleskopstoßdämpfer | Verbundlenkerachse, Längslenker (4motion: Doppelquerlenker), Schraubenfedern, Teleskopstoßdämpfer | Verbundlenkerachse, Längslenker (4motion: Doppelquerlenker), Schraubenfedern, Teleskopstoßdämpfer | Verbundlenkerachse, Längslenker (4motion: Doppelquerlenker), Schraubenfedern, Teleskopstoßdämpfer | Verbundlenkerachse, Längslenker (4motion: Doppelquerlenker), Schraubenfedern, Teleskopstoßdämpfer | Verbundlenkerachse, Längslenker (4motion: Doppelquerlenker), Schraubenfedern, Teleskopstoßdämpfer | Verbundlenkerachse, Längslenker (4motion: Doppelquerlenker), Schraubenfedern, Teleskopstoßdämpfer | Verbundlenkerachse, Längslenker (4motion: Doppelquerlenker), Schraubenfedern, Teleskopstoßdämpfer |
| Bremsen                                     | Scheibenbremsen rundum (Ø vorne 256–334, hinten 232–256 mm), ABS                                  | Scheibenbremsen rundum (Ø vorne 256–334, hinten 232–256 mm), ABS                                  | Scheibenbremsen rundum (Ø vorne 256–334, hinten 232–256 mm), ABS                                  | Scheibenbremsen rundum (Ø vorne 256–334, hinten 232–256 mm), ABS                                  | Scheibenbremsen rundum (Ø vorne 256–334, hinten 232–256 mm), ABS                                  | Scheibenbremsen rundum (Ø vorne 256–334, hinten 232–256 mm), ABS                                  | Scheibenbremsen rundum (Ø vorne 256–334, hinten 232–256 mm), ABS                                  | Scheibenbremsen rundum (Ø vorne 256–334, hinten 232–256 mm), ABS                                  | Scheibenbremsen rundum (Ø vorne 256–334, hinten 232–256 mm), ABS                                  |
| Lenkung                                     | Zahnstangenlenkung                                                                                | Zahnstangenlenkung                                                                                | Zahnstangenlenkung                                                                                | Zahnstangenlenkung                                                                                | Zahnstangenlenkung                                                                                | Zahnstangenlenkung                                                                                | Zahnstangenlenkung                                                                                | Zahnstangenlenkung                                                                                | Zahnstangenlenkung                                                                                |
| Messwerte (2)                               |                                                                                                   |                                                                                                   |                                                                                                   |                                                                                                   |                                                                                                   |                                                                                                   |                                                                                                   |                                                                                                   |                                                                                                   |
| Höchstgeschwindigkeit                       | 160 km/h                                                                                          | 180 km/h (176 km/h) [177 km/h]                                                                    | 180 km/h (176 km/h) [177 km/h]                                                                    | 193 km/h (190 km/h)                                                                               | 188 km/h (184 km/h) [185 km/h]                                                                    | 195 km/h [192 km/h]                                                                               | 195 km/h (192 km/h) [192 km/h]                                                                    | 205 km/h (202 km/h) [202 km/h]                                                                    | 216 km/h [211 km/h]                                                                               |
| Beschleunigung, 0–100 km/h                  | 17,2 s                                                                                            | 12,4 s (13,9 s) [13,9 s]                                                                          | 12,4 s (13,9 s) [13,9 s]                                                                          | 10,6 s (11,9 s)                                                                                   | 11,3 s (12,7 s) [12,4 s]                                                                          | 10,3 s [10,6 s]                                                                                   | 10,3 s (11,0 s) [10,8 s]                                                                          | 9,6 s (10,3 s) [9,7 s]                                                                            | 8,6 s [8,8 s]                                                                                     |
| Kraftstoffverbrauch auf 100 km (kombiniert) | 5,1 l D                                                                                           | 4,9 l D (6,3 l D) [5,5 l D]                                                                       | 4,9 l D (6,3 l D) [5,5 l D]                                                                       | 4,9 l D (6,3 l D)                                                                                 | 5,2 l D (6,4 l D) [6,2 l D]                                                                       | 5,1 l D [6,1 l D]                                                                                 | 5,1 l D (6,2 l D) [6,1 l D]                                                                       | 5,2 l D (6,5 l D) [6,2 l D]                                                                       | 5,3 l D [6,2 l D]                                                                                 |
| CO2-Emissionen (kombiniert)                 | 138 g/km                                                                                          | 132 g/km (170 g/km) [149 g/km]                                                                    | 132 g/km (170 g/km) [149 g/km]                                                                    | 132 g/km (170 g/km)                                                                               | 140 g/km (173 g/km) [167 g/km]                                                                    | 138 g/km [165 g/km]                                                                               | 138 g/km (167 g/km) [165 g/km]                                                                    | 140 g/km (176 g/km) [167 g/km]                                                                    | 143 g/km [167 g/km]                                                                               |

Die Verfügbarkeit der Motoren war von Modell, Ausstattung und Markt abhängig.